# Distretto di Arraiján
Il distretto di Arraiján è un distretto di Panama nella provincia di Panama con 220.779 abitanti al censimento 2010

## Geografia antropica

### Suddivisioni amministrative
Il distretto è suddiviso in otto comuni (corregimientos):
- Arraiján
- Burunga
- Cerro Silvestre
- Juan Demóstenes Arosemena
- Nuevo Emperador
- Santa Clara
- Veracruz
- Vista Alegre